# Stadion von Kourion

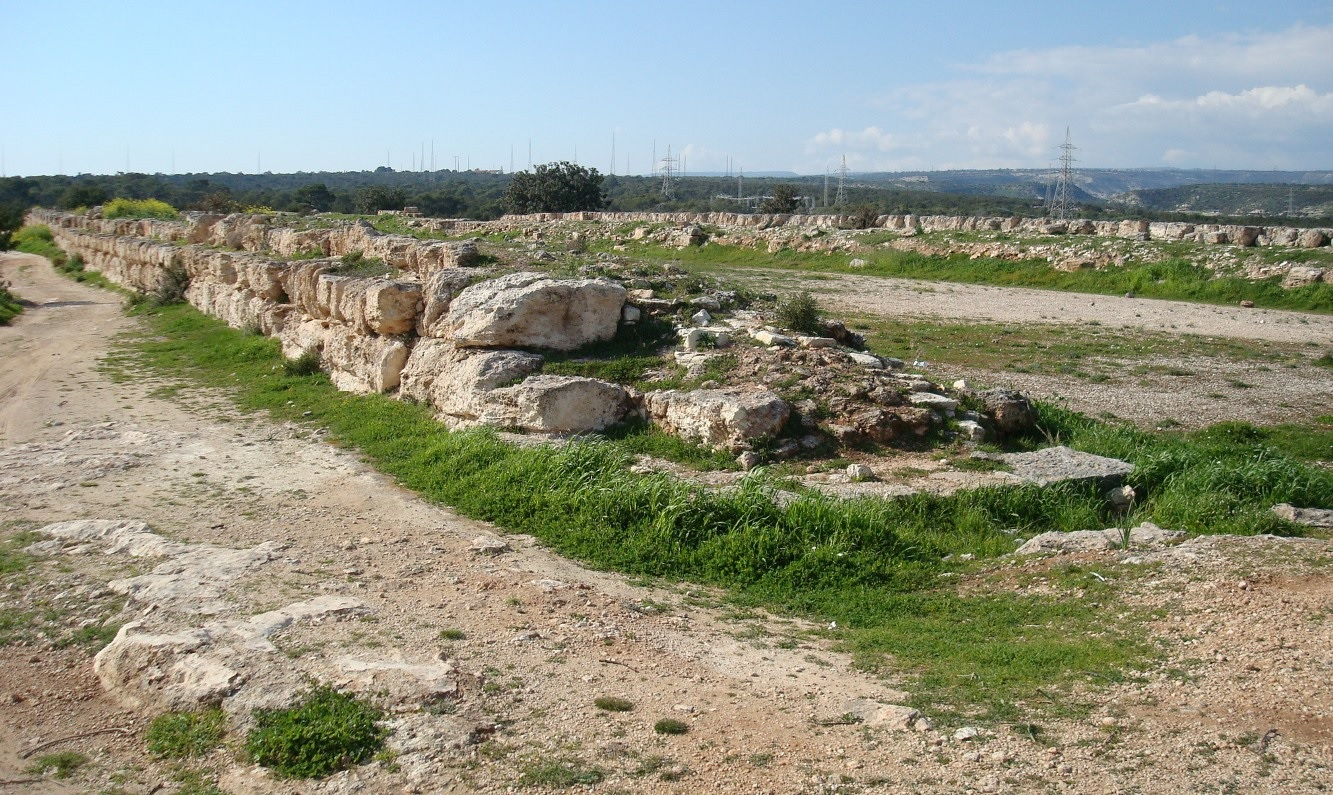
Blick in das Stadion von Kourion

Das Stadion von Kourion ist eine archäologische Stätte ca. einen Kilometer westlich der antiken Stadt Kourion an der Hochebene über der südwestlichen Küste der Insel Zypern. Es befindet sich auf dem Gebiet der britischen Sovereign Base Areas, westlich der Halbinsel Akrotiri und etwa 50 m nördlich der B6. Es ist das einzige antike Stadion auf Zypern.
Es handelt sich um ein antikes Stadion, das im 2. Jahrhundert errichtet wurde und bis zu seiner Zerstörung durch ein Erdbeben im 4. Jahrhundert genutzt wurde.
Das Stadion ist langgestreckt, mit einer Länge von rund 200 m (186 m), 40 m breit, liegt ca. in West-Ost-Richtung auf leicht nach Westen hin abfallendem Gelände.
Die Umfassungsmauern aus Kalksteinblöcken sind gut erhalten – insbesondere in Richtung der im Westen gelegenen Rundung; die im Innern gelegenen Ränge sind als abfallende Schräge sichtbar.
Im Stadion fanden ca. 6000 Zuschauer Platz – archäologische Funde lassen darauf schließen, dass die Disziplinen des antiken Fünfkampfes ausgetragen wurden. Veranstaltet wurden die Wettkämpfe durch die Stadt Kourion u. a. im Rahmen religiöser Feste (des Heiligtums des Apollon Hylates).

Ansichten des Stadions
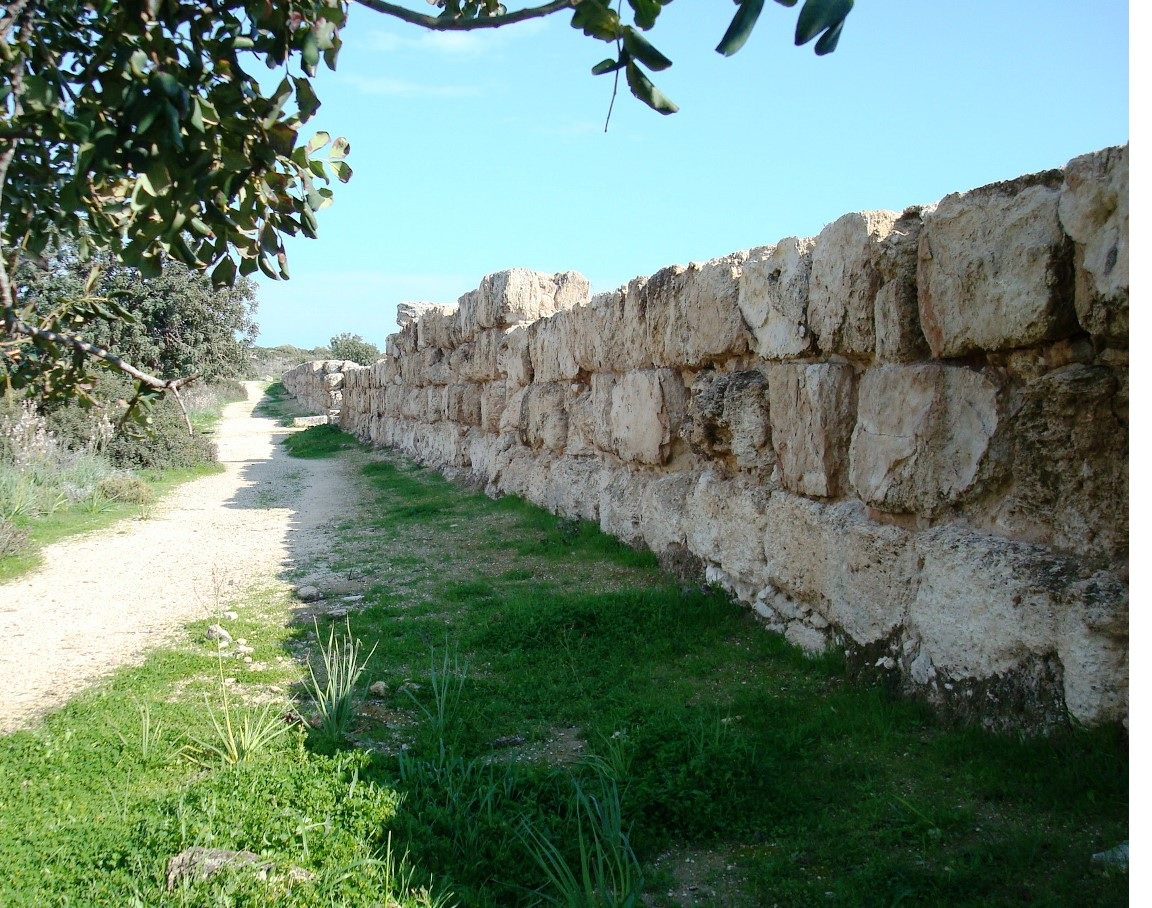
Außenmauer des Stadions
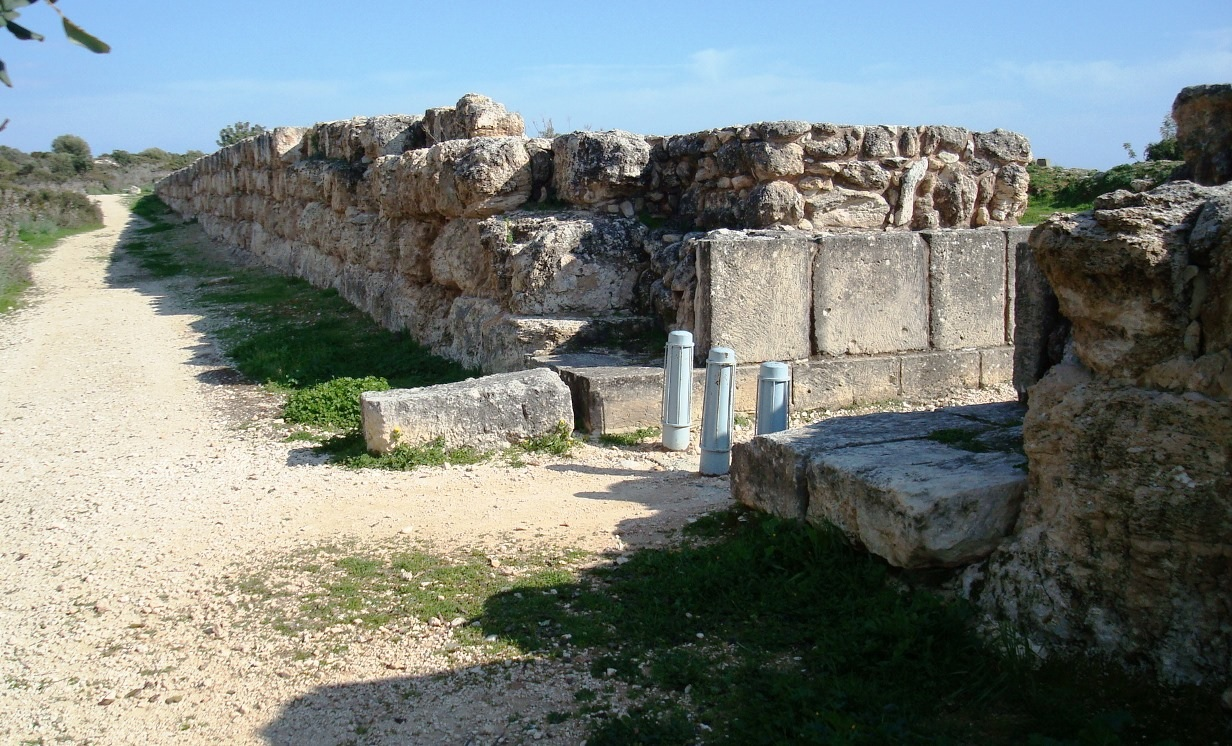
Eingang in das Stadion
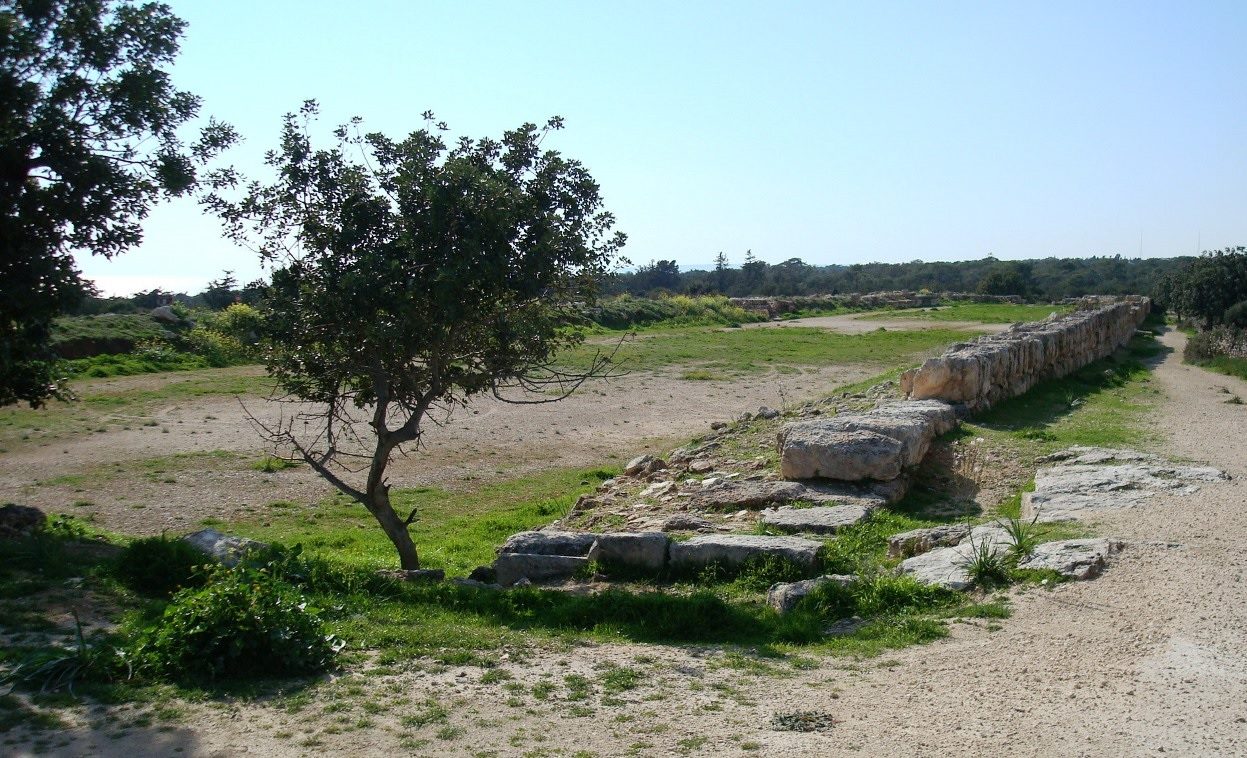
Blick in das Stadion
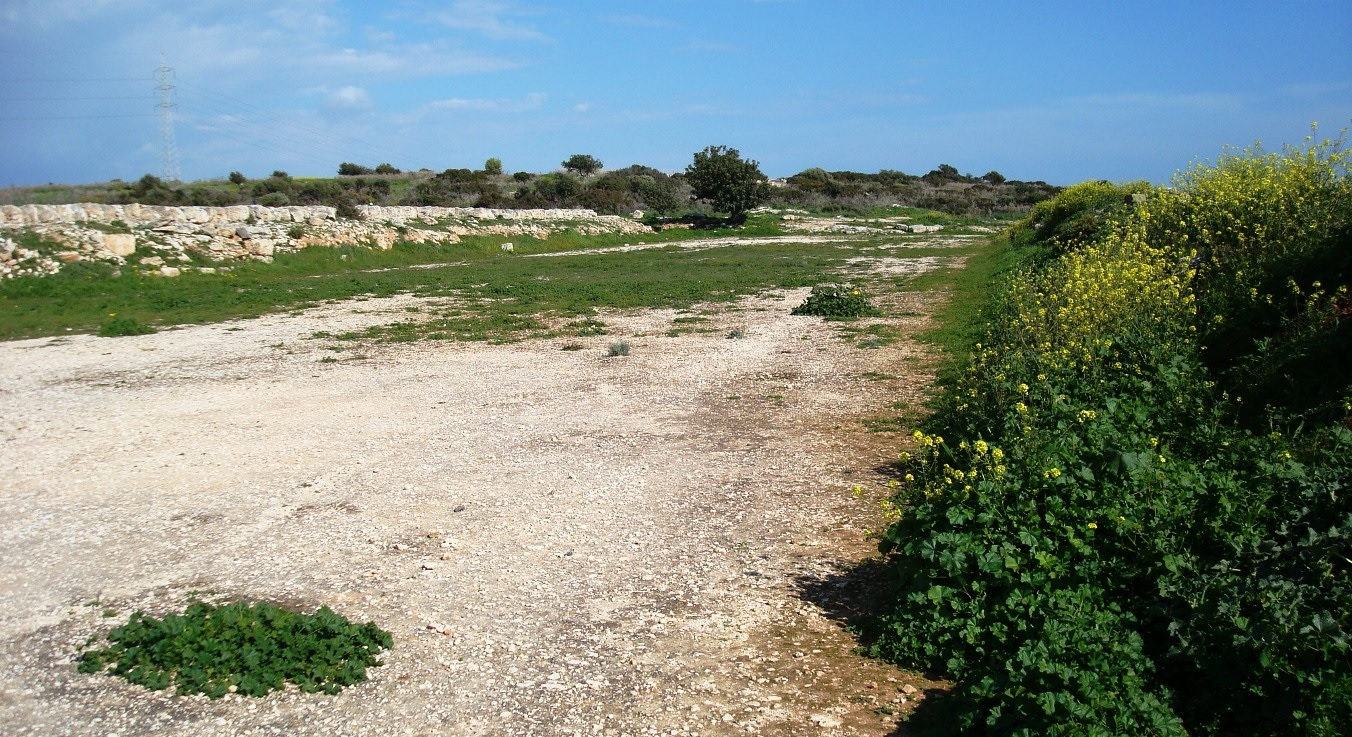
Blick in das Stadion
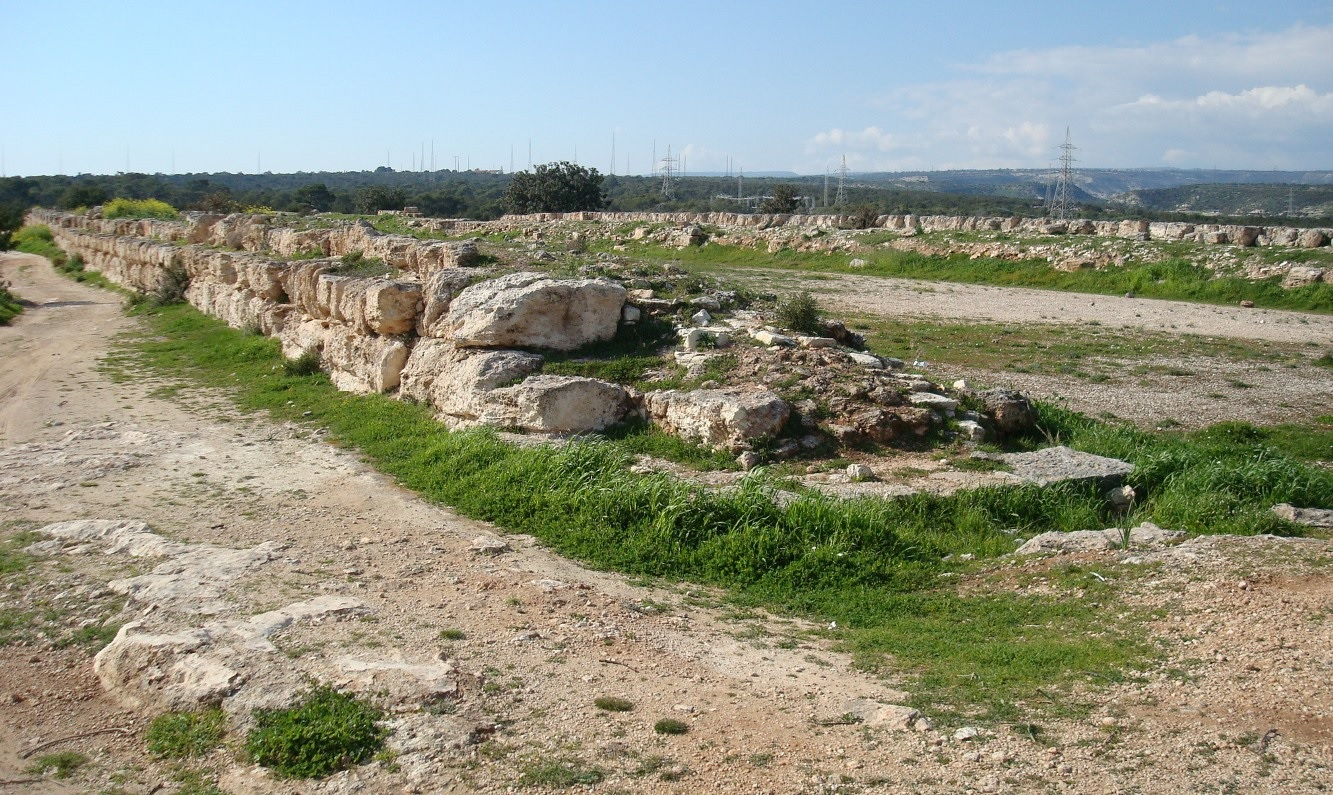
Blick in das Stadion
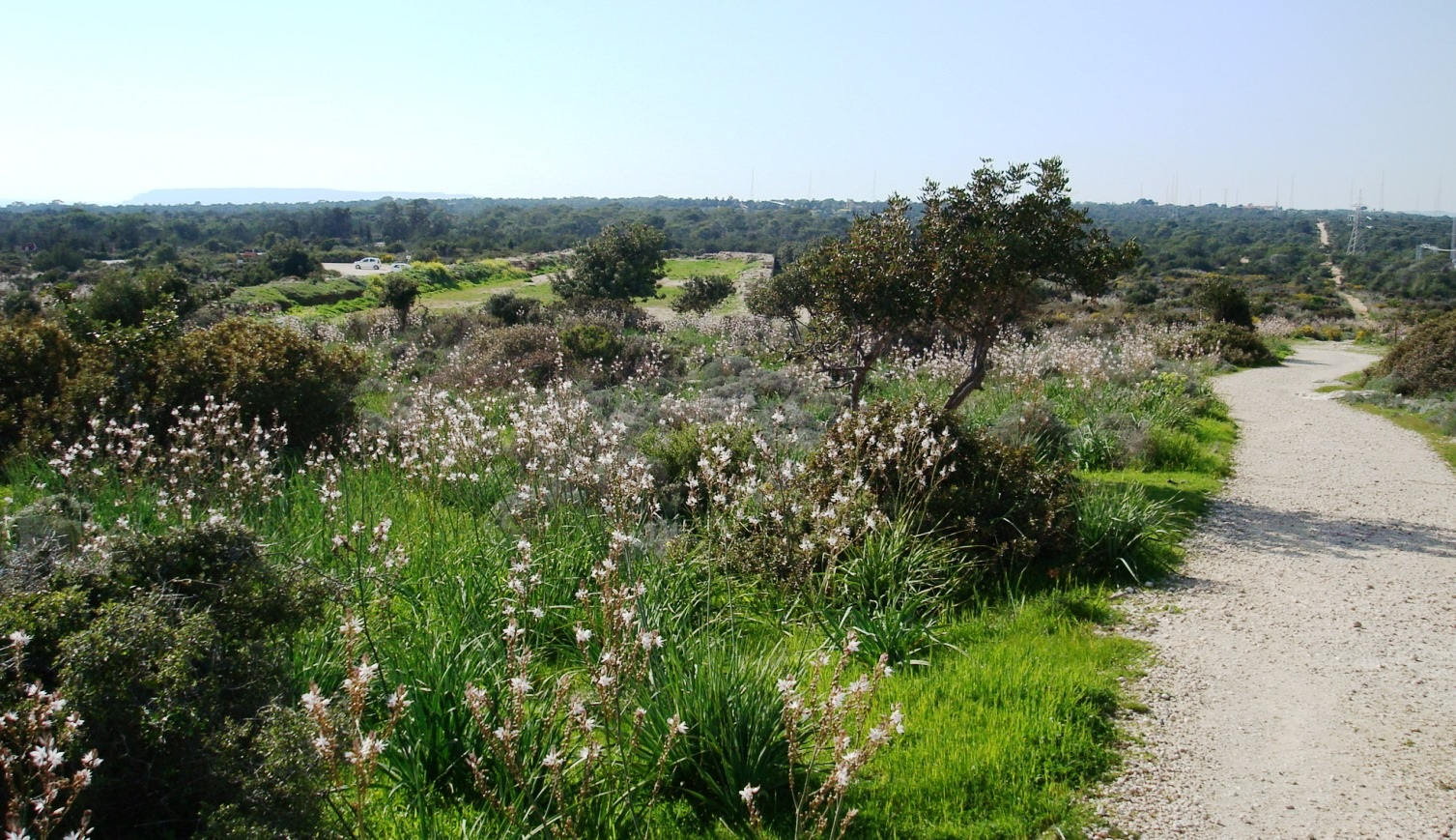
Ansicht des Stadions aus Nordost
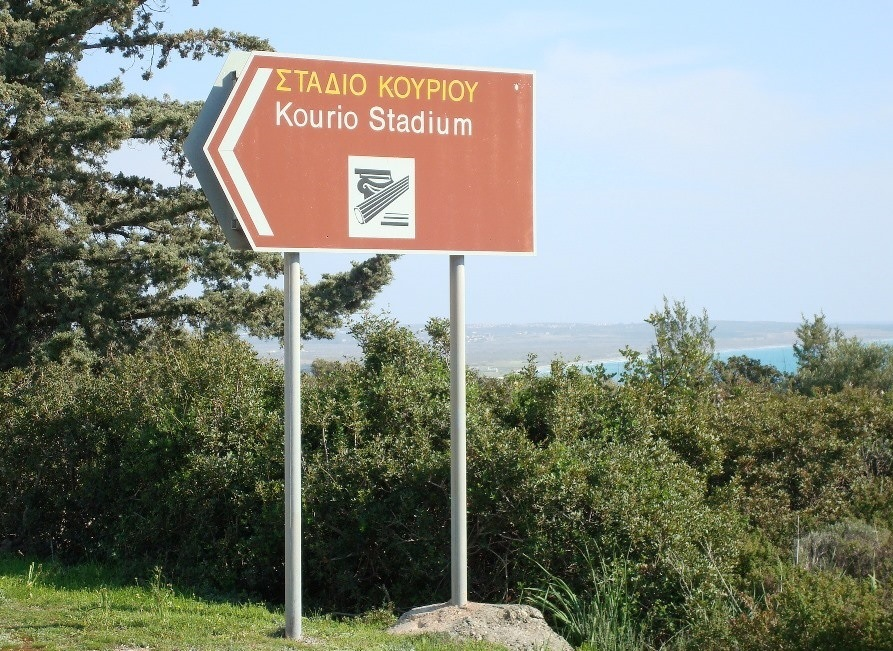
Hinweisschild auf die archäologische Stätte des Stadions von Kourion an der B6

## Sonstiges

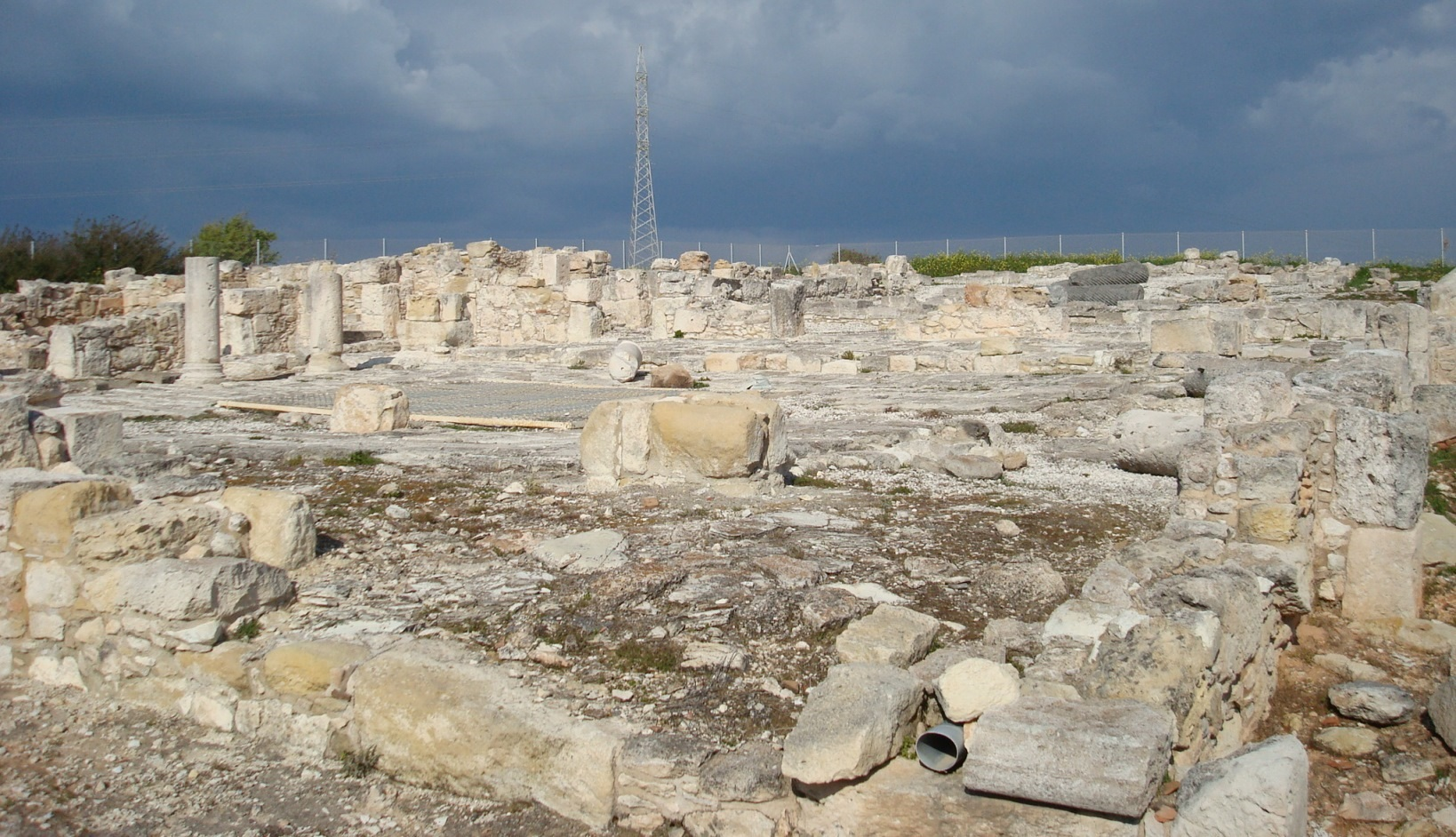
Die Reste der Basilika

Etwa 100 m ostnordöstlich des Stadions befinden sich die Reste einer christlichen Basilika des 5. Jahrhunderts (Flurname At Maydan).